# Rim Garram
Rim Garram, née le 20 octobre 1979, est une lutteuse tunisienne. 

## Carrière
Elle est médaillée d'or dans la catégorie des moins de 65 kg aux championnats d'Afrique 1996 et dans la catégorie des moins de 68 kg aux championnats d'Afrique 1997. Elle remporte ensuite la médaille d'argent dans la catégorie des moins de 68 kg aux championnats d'Afrique 1998 ainsi que dans la catégorie des moins de 62 kg aux Jeux africains de 1999. Elle obtient la médaille d'or des moins de 62 kg aux championnats d'Afrique 2000 et aux championnats d'Afrique 2001, la médaille de bronze des moins de 62 kg aux Jeux méditerranéens de 2001 et la médaille d'or des moins de 63 kg aux championnats d'Afrique 2002.